# Live in Japan (álbum de The Runaways)
| Críticas profissionais | Críticas profissionais |
| Avaliações da crítica  | Avaliações da crítica  |
| Fonte                  | Avaliação              |
| ---------------------- | ---------------------- |
| AllMusic               | [ 1 ]                  |

Live in Japan é um álbum ao vivo de 1977, Lançado pela banda de rock americana The Runaways. O álbum foi originalmente lançado apenas no Japão e algumas outras regiões, incluindo; Canadá, Austrália e Nova Zelândia. Não foi destinado a ser lançado nos EUA ou no Reino Unido.

## Faixas
| Lado A |                       |                                          |                           |         |  |
| N.º    | Título                | Compositor(es)                           | Vocais principais         | Duração |  |
| 1.     | "Queens of Noise"     | Billy Bizeau                             | Cherie Currie e Joan Jett | 3:19    |  |
| 2.     | "California Paradise" | Kim Fowley, Jett, Kari Krome, Sandy West | Currie                    | 2:57    |  |
| 3.     | "All Right You Guys"  | Danielle Fay, Bob Willingham             | Currie                    | 3:34    |  |
| 4.     | "Wild Thing"          | Chip Taylor                              | West                      | 3:45    |  |
| 5.     | "Gettin' Hot"         | Jackie Fox, Lita Ford                    | Currie                    | 4:10    |  |
| 6.     | "Rock & Roll"         | Lou Reed                                 | Currie                    | 3:38    |  |

| Lado B |                                   |                      |                   |         |  |
| N.º    | Título                            | Compositor(es)       | Vocais principais | Duração |  |
| 7.     | "You Drive Me Wild"               | Jett                 | Jett              | 3:15    |  |
| 8.     | "Neon Angels on the Road to Ruin" | Ford, Fowley, Fox    | Currie            | 3:46    |  |
| 9.     | "I Wanna Be Where the Boys Are"   | Kim Fowley, Roni Lee | Jett              | 2:50    |  |
| 10.    | "Cherry Bomb"                     | Jett, Fowley         | Currie            | 2:12    |  |
| 11.    | "American Nights"                 | Mark Anthony, Fowley | Currie            | 4:04    |  |
| 12.    | "C'mon"                           | Jett                 | Currie            | 4:14    |  |

## Créditos
The Runaways
- Cherie Currie → vocal e vocal de apoio
- Joan Jett → guitarra rítmica e vocal
- Lita Ford → guitarra solo e vocal de apoio
- Jackie Fox → baixo, vocal de apoio
- Sandy West → bateria, vocal de apoio e vocais em "Wild Thing"